# اروکزار (شهرستان قدم‌جای)
اروکزار (به لاتین: Örükzar) یک منطقهٔ مسکونی در قرقیزستان است که در شهرستان قدم‌جای واقع شده‌است. اروکزار ۲٬۲۵۰ نفر جمعیت دارد.